# KDE資訊中心
KDE資訊中心（KInfoCenter）是一個提供電腦系統資訊和性能的實用工具。
KDE 3.1之前是整合在控制中心下。它還提供KDE的可用資訊，如可用的KIO slaves。

## 提供資訊
KDE資訊中心所提供的資訊分為以下部分：
- 設備
- DMA通道
- 中斷
- IO-Ports
- 記憶體
- 網路介面
- OpenGL
- Partitions
- PCI
- PCMCIA
- Processor
- 協定
- Samba狀態
- SCSI
- Storage Devices
- USB裝置
- X伺服器

## 外部連結
- KInfoCenter User Manual （页面存档备份，存于）
- KDE UserBase上的KDE資訊中心 （页面存档备份，存于）（繁體中文）
- KDE UserBase上的KDE資訊中心 （页面存档备份，存于）（简体中文）